# Considérations sur le gouvernement de Pologne
Considérations sur le gouvernement de Pologne est un essai de l'écrivain et philosophe Jean-Jacques Rousseau.

## Contexte
Depuis 1768, les nobles polonais sont en lutte au sein de la Confédération de Bar contre leur roi Stanislas II inféodé à l'impératrice Catherine II de Russie. Ils envoient le comte Michał Wielhorski comme émissaire à Paris pour soutenir leur cause. Le comte rencontre Rousseau au cours de l'été 1770. Jean-Jacques écrit ses Considérations en 1771-72. C'est le dernier ouvrage spéculatif de l'écrivain, toutes les œuvres suivantes auront un caractère autobiographique. La première édition a lieu en 1782 après la mort de l'auteur. Cependant, des copies manuscrites circulent dès 1773 et l'œuvre fut qualifiée d'utopiste par Grimm.
Les événements polonais furent diversement commentés en France. Voltaire, admirateur de la tsarine, approuve le partage de la Pologne. A la même période, Mably écrit Du gouvernement et des lois de la Pologne et Lemercier de La Rivière L’intérêt commun des Polonais.

## Contenu
Les Considérations sur le gouvernement de Pologne réfléchissent à la manière de réformer la Pologne tout en préservant son indépendance face aux puissances voisines que sont la Russie, la Prusse et l'Autriche. Rousseau propose une monarchie élective et décentralisée, fondée sur des institutions locales solides. Afin de renforcer l'identité nationale et la participation citoyenne, il insiste sur l'importance de l'éducation patriotique. D’après Thérence Carvalho et Bernard Herencia, le projet de Rousseau « offre le spectacle d’une pensée mûre et modérée, une pensée qui se détache des idéaux du Contrat social pour se conformer à une réalité composite, une pensée enfin qui aspire avant tout à sauver le génie propre de la Rzeczpospolita polska ».

## Principales éditions
- Considérations sur le gouvernement de Pologne et sur sa réformation projetée, Amsterdam, s. n., 1782.
- Œuvres complètes de Jean-Jacques Rousseau. Tome III : Du Contrat social. Écrits politiques, Paris, Gallimard (Bibliothèque de la Pléiade), 1964.
- Considérations sur le gouvernement de Pologne, Paris, Gallimard (Folio Essais), 1991.
- Les Lumières au chevet de la Pologne. Les projets de Rousseau, Mably et Lemercier de la Rivière à la veille du premier partage (1772), avec les observations de Wielhorski et d’autres contributeurs de la Confédération de Bar, présentation, analyse et transcription par Thérence Carvalho et Bernard Herencia, Genève, Slatkine, 2024.